# Walter Nikkels
Walter Nikkels (* 25. November 1940 in Lobith) ist ein niederländischer Typograf, Grafiker, Briefmarkenkünstler und Buchgestalter.
Er lebt und arbeitet in Dordrecht und Köln. Von 1985 bis 2008 war er Professor an der Kunstakademie Düsseldorf. Er war auch Ausstellungsgestalter von so bedeutenden Ausstellungen wie der documenta 7 in Kassel (1982), Bilderstreit in Köln (1989) und der Van-Gogh-Ausstellung im Kröller-Müller Museum (2003). Für die neue Architektur und die Einrichtung des Museum Kurhaus Kleve (1997 und 2012 Erweiterung) war Nikkels verantwortlich.
Für die Postverwaltung der Niederlande hat er mehrere Briefmarken entworfen. Im Jahre 2006 entwarf er auch die Gemeinschafts-Briefmarke der Niederlande und Deutschland zum 400. Geburtstag von Rembrandt.

## Ehrungen
- H.N.Werkman-Preis der Stadt Amsterdam
- Charles-Nypels Preis (1989) für seine typographischen Werke

## Publikationen
- Der Raum des Buches. Tropen Verlag, Köln 1998, ISBN 3-932170-01-6
- Depicted – Abgebildet – Afgebeeld. Tropen Verlag, Stuttgart 2013, ISBN 978-3-608-50406-4.